# José Guilherme Baldocchi
José Guilherme Baldocchi, meglio noto solo come Baldocchi (Batatais, 14 marzo 1946), è un ex calciatore brasiliano di ruolo difensore, campione del mondo nel 1970 con la Nazionale brasiliana.

## Carriera

### Club
Baldocchi iniziò la sua carriera nel 1964 nelle file della squadra della sua città natale, Batatais, per poi passare al Botafogo, dove vinse 2 Tornei Rio-San Paolo.
Nel 1967 firmò per il Palmeiras, con cui vinse due Tornei Roberto Gomes Pedrosa e una Taça Brasil.
Nel 1971 passò al Corinthians e nel 1974 al Fortaleza, dove chiuse la carriera nel 1976.

### Nazionale
Baldocchi ha fatto parte della selezione che vinse i Mondiali 1970, dove tuttavia non scese mai in campo.
Con la Nazionale brasiliana ha disputato una sola partita ufficiale, il 4 marzo 1970 a Porto Alegre contro l'Argentina (2-0 per l'Albiceleste).

## Palmarès

### Club
- Torneo Rio-San Paolo: 2

Botafogo: 1964, 1966
- Torneo Roberto Gomes Pedrosa: 2

Palmeiras: 1967, 1969
- Taça Brasil: 1

Palmeiras: 1967

### Nazionale
- Campionato mondiale: 1

Messico 1970